# Anazarb

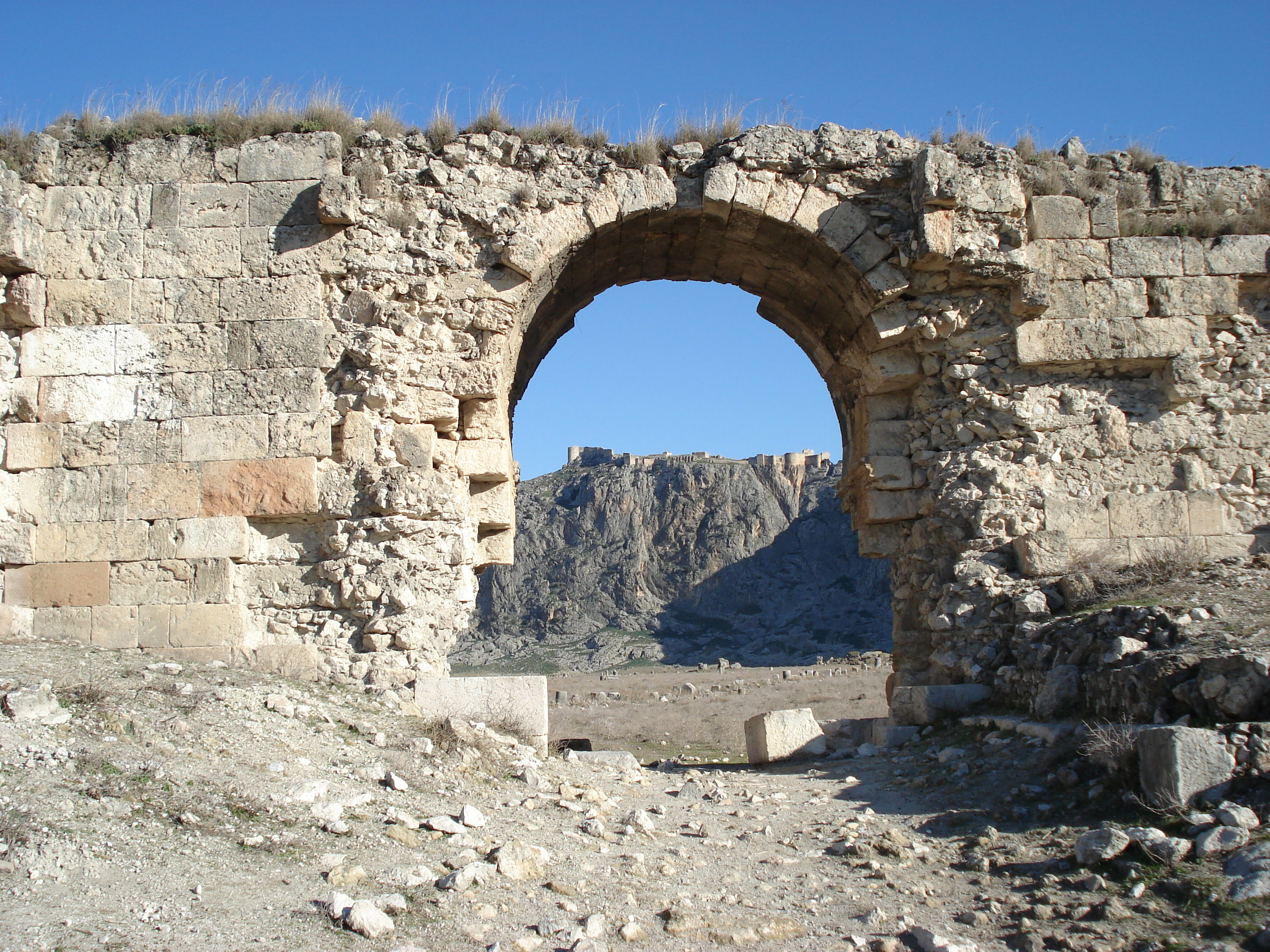
La porta oest d'Anazarb

Anazarbus (grec antic: Ἀναζαρβός; llatí: Anazarbus) fou una ciutat de Cilícia a la vora d'una muntanya d'igual nom situada al mig d'una plana. Estava propera al riu Pyramus (Djayhan), en la confluència amb el modern Sombaz Cay, i a uns 20 km de Mopsuèstia.
Sota domini persa i d'Alexandre el Gran, es deia Cyndia (del nom de la muntanya, que en temps d'Alexandre s'utilitzava per a dipositar-hi tresors) i en temps dels selèucides es va dir Diocesarea, però fou destruïda per un terratrèmol en temps de l'emperador romà Nerva i fou suposadament reconstruïda per un senador de nom Anazarbus que li va donar el seu nom; però això deu ser incorrecte, perquè abans del temps de Nerva ja apareixia amb el nom d'Anazarb (en Plini el vell, que esmenta els seus habitants com dioscòrides).
Més tard, es va dir Cesarea d'Anazarbus. Amb la divisió de Cilícia en dues províncies, fou capital de Cilícia Secunda amb títol de metròpolis. En temps de Justinià I, un terratrèmol la va destruir en part i un altre amb el seu successor Justí II també hi va fer molt de mal. Reconstruïda, fou batejada com a Justinòpolis (vers 575). Sembla, però, que el nom Anazarbus va persistir.
Cilícia va passar als musulmans al segle vii i, amb aquesta, Anazarb. Despoblada i destruïda en les lluites frontereres, fou reconstruïda per Harun ar-Raixid el 796. Els àrabs van confondre la part inicial del nom "Ana" per "Ayn" i li van dir Ayn Zarba. Harun ar-Raixid la va repoblar amb gent del Khurasan; el 827, Abd-Al·lah ibn Tàhir, governador de les terres entre Rakka i Egipte, hi va establir africans procedents d'Egipte. El 835, el califa al-Mútassim hi va establir gent de la tribu índia dels zott, que just arribar foren atacats pels romans d'Orient; un nou atac romà d'Orient es va produir el 855, quan els zott foren capturats i portats a l'Imperi Romà d'Orient amb les seves famílies i propietats. L'any 900, l'eunuc Wasif que projectava passar d'Ayn Zarba a territori romà d'Orient, fou capturat al nord de la ciutat. En aquestos anys, era considerada una plaça de frontera (thughur), encara que des del 796 formava part del territori d'al-Awasim.
El 946, va passar a mans de l'hamdànida d'Alep Sayf-ad-Dawla Alí, que va invertir molts diners en la seva fortificació i li va servir de poc, ja que Nicèfor II Focas la va ocupar el 962 per a l'emir hamdànida. Els musulmans foren expulsats de la ciutat cap a Síria. Probablement, fou repoblada amb armenis.
Després del 1071, quan s'hi van formar els principats armenis, va passar a Filàret Bracami el 1072. En una data incerta a l'entorn del 1090, fou conquerida pels seljúcides. El 1097, fou conquerida per Tancred i, el 1098, el seu oncle Bohemon I d'Antioquia en va prendre possessió formal junt amb Tars, Adana i Mamistra, i s'enfrontà a les reclamacions romanes d'Orient que, ràpidament, van ocupar aquestes ciutats, però van perdre Anazarb i Sis vers el 1116 davant el senyor local Thoros, que la va convertir en la seva capital sota el nom d'Anazarva.
En el regnat del seu germà Lleó I, Bohemon d'Antioquia va voler recuperar Anazarva i va atacar l'armeni, però enfrontat a l'emir turcman Danixmend, que també volia el país, Bohemon va morir en la lluita (1130). Tot seguit, Lleó va arrabassar als romans d'Orient Mamistra, Adana i Tars vers el 1132. Els romans d'Orient van envair Cilícia el 1137 i Joan II Comnè (1118-1143) va reconquerir Anazarva el 1137 i va fer presoner Lleó I, però el 1151, Thoros II, fill de Lleó, va recuperar la ciutat i les altres grans ciutats de Cilícia. Kilij Arslan II de Konya (1156-1192), a petició del seu aliat Manuel I Comnè, va atacar Anazarva però fou rebutjat. Manuel I la va ocupar amb forces gregues el 1159, junt amb altres ciutats de Cilícia, però Thoros la va recuperar el 1162. Després, va romandre en mans dels armenis fins que Cilícia va passar als mamelucs el 1374; aquestos van dirigir diverses expedicions a Cilícia i, en la del 1279, Ayn Zarba fou saquejada. El 1374, Ayn Zarba fou destruïda i el rei Lleó fou fet presoner i portat a Egipte (1375).
Va estar en mans de mamelucs, els Ramadan-oghlu, al segle xv i els otomans al XVI. En aquest temps, el nom s'havia corromput a Nazarwa. Les ruïnes s'anomenen modernament Anavarza.